# Fort Liard
Fort Liard (Echaot'l Koe na língua slave, originário de pessoas vindas de terra de gigantes) é uma vila na Região de Dehcho, nos Territórios do Noroeste, Canadá. Está localizada 37 km a norte da fronteira da Colúmbia Britânica. A vila tornou-se acessível por rodovia em 1984 com a implantação do Liard Highway.
Sua população é de 583 habitantes, sendo composto por pessoas das Primeiras Nações.